# Uniwersytet Tsukuba
Uniwersytet Tsukuba (jap. 筑波大学, Tsukuba Daigaku) – japońska uczelnia publiczna.

## Historia
Uniwersytet został utworzony w 1973 roku poprzez przeniesienie do Tsukuby Uniwersytetu Pedagogicznego w Tokio (東京教育大学, Tōkyō Kyōiku Daigaku). Ten ostatni wywodził się od szkoły założonej w 1872 roku i uzyskał status uniwersytetu w 1949 roku. W 2002 roku Uniwersytet Tsukuba został połączony z Uniwersytetem Bibliotekoznawstwa i Nauk Informacyjnych, funkcjonującym w latach 1979–2002, a nawiązującym do tradycji szkół, z których najstarsza została założona w 1921 roku.

## Laureaci nagrody Nobla
- Leo Esaki – prezydent uczelni w latach 1992–1998
- Hideki Shirakawa – pracownik uniwersytetu 1979-1997
- Shin’ichirō Tomonaga – pracownik Uniwersytetu Pedagogicznego w Tokio

## Struktura organizacyjna
W skład uczelni wchodzą następujące jednostki organizacyjne:
- Wydział Nauk Humanistycznych i Społecznych
- Wydział Nauk o Biznesie
- Wydział Czystych i Stosowanych Nauk Ścisłych
- Wydział Inżynierii, Informacji i Systemów
- Wydział Nauk Przyrodniczych i Nauk o Środowisku
- Wydział Nauk Humanistycznych
- Wydział Wychowania Fizycznego i Zdrowotnego
- Wydział Sztuki i Designu
- Wydział Medycyny
- Wydział Bibliotekoznawstwa, Informacji i Nauk o Mediach
- Wydział Badań Interdyscyplinarnych